# バーバラ・リン
バーバラ・リン（Barbara Lynn、1942年1月16日 - ）はアメリカ合衆国のR&B、ブルースのギタリスト、歌手、ソングライターである。彼女は、R&Bチャート一位を獲得した代表曲「You'll Lose A Good Thing」（1962年）で知られる。2018年には、リンはナショナル・ヘリテージ・フェローシップを受賞した。

## 来歴
リンは、テキサス州ボーモントに生まれた。カトリック教徒として育てられ、幼少期より地元教会の聖歌隊で歌うようになる。最初に触った楽器はウクレレで、その後ピアノに転向したが長続きはしなかった。エルヴィス・プレスリーに刺激を受けた彼女が選んだのはギターであった。中学の頃、自身のバンド、ボビー・リン・アンド・ハー・アイドルズを結成、この頃の彼女が目標としていた存在にはブルース・アーティストのギター・スリムやジミー・リード、そして女性ポップ歌手のブレンダ・リーやコニー・フランシスがいた。いくつかの地元のタレントショーで優勝した彼女は、まだ未成年ではあったが、地元のクラブなどで演奏活動をするようになった。高校は地元ボーモントのヒバート高校に通っている。
1961年、ジョー・バリーがボーモントのクラブで彼女のパフォーマンスを見て、ヒューイ・P・モーに彼女を紹介した。モーは当時バリーのマネージャーを務めており、いくつかのレコードレーベルを持つプロデューサーであった。同年、彼女はモーのレーベルの一つ、エリック・レコードからデビュー・シングル「Dina & Patrina」をリリースした。
モーは彼女をコズィモ・マタッサが経営するニューオーリンズのコズィモ・レコーディング・スタジオに連れて行き、彼女の自作曲「You'll Lose A Good Thing」をレコーディングする。このときバックを務めたのはジョー・バリーのバンドであった。マック・レベナック（ドクター・ジョン）も参加したと言われている。このシングルは、ジェイミー・レコードがリリースし、1962年、米国ビルボードのR&Bチャートの1位のヒットとなり、Billboard Hot 100でもトップ10に食い込んだ。その後、この曲はアレサ・フランクリン、フレディ・フェンダーらがカバー、フェンダーのバージョンはカントリー・チャート入りするヒットとなっている。彼女は1963年には『You'll Lose A Good Thing』と題した自作曲10曲入りのアルバムもリリースしている。
リンは、曲を自作しリード楽器を弾いたが、これは当時のアフリカ系アメリカ人の女性歌手としては珍しいことであった。彼女は間もなく、グラディス・ナイト、スティーヴィー・ワンダー、スモーキー・ロビンソン、ディオンヌ・ワーウィック、ジャッキー・ウィルソン、サム・クック、オーティス・レディング、ジェームス・ブラウン、アル・グリーン、カーラ・トーマス、マーヴィン・ゲイ、アイク&ティナ・ターナー、テンプテーションズ、B.B.キングといったソウル系を中心とするミュージシャンとツアーに出るようになった。彼女はアポロ・シアターに出演、テレビ番組の「アメリカン・バンドスタンド」にも2度出演を果たした。1965年、彼女の楽曲「Oh Baby (We've Got A Good Thing Goin')」(1964年)はローリング・ストーンズがアルバム『ザ・ローリング・ストーンズ・ナウ!』（米国リリース。英国では『アウト・オブ・アワ・ヘッズ』収録）でカバーした。同曲は後にビル・ワイマンのリズム・キングス（リード・ボーカルはベヴァリー・スキート）も取り上げている。リンは、1966年までジェイミー・レーベルでレコーディングを続け、更にいくつかの小ヒットを生んでいる。
1966年、彼女はモーのトライブ・レコードと契約し、「You Left The Water Running」（オリジナルはオーティス・レディングのデモ・バージョン、ウィルソン・ピケットらがカバー）をレコーディングした。翌年には彼女はアトランティックと契約。アルバム『Here Is Barbara Lynn』（1968年）をリリースしている。1970年に彼女は結婚し、3人の子供を設けた。この家庭の事情に加え、レコード会社のプロモーションが十分になされていないという不満から、リンは1970年代から1980年代にかけて、音楽業界から半ば引退状態となった。しかし、当時住んでいたロサンゼルスでは、時折地元クラブに出演し、ジェットストリームなどいくつかのレーベルからシングルも数枚リリースしている。
1984年には彼女は来日公演を行ない、その演奏は『We Got A Good Thing Goin' (Recorded Live In Japan '84)』として日本でリリースとなった。夫が亡くなると、彼女は母親の住む故郷のボーモントに戻り、ヨーロッパを始め海外へのツアーも積極的に行なうようになった。1988年には久々のスタジオ録音盤『You Don't Have To Go』をリリース。続いて1994年には『So Good』をリリースするなど、複数のレーベルから更にいくつかのアルバムをリリースしている。
彼女はその後もボーモントを拠点としている。1999年にはリズム・アンド・ブルース・ファウンデーションのパイオニア・アワードを受賞した。
2002年、テクノ・ミュージシャンのモービーがリンの「I'm A Good Woman」のサンプリングをしてアルバム『18』に収録した。
リンは、2015年の音楽ドキュメンタリー映画『I AM THE BLUES アイ・アム・ザ・ブルース』に出演している。この映画は日本では2018年5月26日に公開となった。
彼女は2018年に人間国宝に相当する米国におけるフォークアート、伝統芸術に対する最高の名誉である国立芸術基金(NEA)のナショナル・ヘリテージ・フェローシップを受賞した。

## ディスコグラフィー

### アルバム
- 1963年『You'll Lose A Good Thing』(Jamie)
- 1967年『The Barbara Lynn Story』(Sue)
- 1968年『Here Is Barbara Lynn』(Atlantic)
- 1984年『We Got A Good Thing Goin' (Recorded Live In Japan '84)』(Deadball)
- 1988年『You Don't Have To Go』(Ichiban)
- 1993年『So Good』(Bullseye Blues)
- 1996年『Until Then I'll Suffer』(I.T.P.)
- 1999年『Movin' On A Groove』(KRL)
- 2000年『Hot Night Tonight』(Antone's)
- 2004年『Blues & Soul Situation』(Dialtone)
- 2006年『You'll Lose A Good Thing』(I.T.P.)

### コンピレーション・アルバム
- 1981年『Elegant Soul』(Atlantic Japan) ※ベティ・スワンとのカップリング
- 1988年『Barbara Lynn』(Good Thing) ※1961年から1968年のシングル集
- 1994年『The Best Of Barbara Lynn - The Atlantic Years』(Ichiban)
- 1997年『You'll Lose A Good Thing』(Bear Family) ※ジェイミー音源集第1弾
- 1997年『Promises』(Bear Family) ※ジェイミー音源集第2弾
- 1998年『The Crazy Cajun Recordings』(Edsel)
- 2000年『Bluesoul Belles Vol. 2 (The Tribe And Jetstream Recordings 1964-1976)』(Westside) ※ジェイ・ナイトとのカップリング
- 2008年『The Jamie Singles Collection: 1962-1965』(Jamie)
- 2010年『It Ain't Good To Be Too Good』(The Great American Music Company)
- 2011年『A Good Woman The Complete Tribe & Jet Stream Singles 1966-1979』(Kent)
- 2014年『The Complete Atlantic Recordings』(Real Gone Music)
- 2019年『Movin' On A Groove』(Demon)
- 2020年『The Atlantic Years 1968-1973』(Atlantic)

### シングル
| 年   | シングル名                                                                             | レーベル       | チャート最高位 | チャート最高位 |
| 年   | シングル名                                                                             | レーベル       | 米ポップ       | 米R&B          |
| ---- | -------------------------------------------------------------------------------------- | -------------- | -------------- | -------------- |
| 1961 | 「Dina & Patrina」 b/w「Give Me A Break」                                              | Eric 7004      | -              | -              |
| 1962 | 「You'll Lose A Good Thing」 b/w「Lonely Heartache」                                   | Jamie 1220     | 8 -            | 1 -            |
| 1962 | 「Second Fiddle Girl」 b/w「Letter To Mommy And Daddy」                                | Jamie 1233     | 63 -           | -              |
| 1962 | 「I'm Sorry I Met You」 b/w「You're Gonna Need Me」                                    | Jamie 1240     | - 65           | - 13           |
| 1963 | 「Don't Be Cruel」 「You Can't Be Satisfied」                                          | Jamie 1244     | 93 -           | -              |
| 1963 | 「To Love Or Not To Love」 「Promises」                                                | Jamie 1251     | 135            | -              |
| 1963 | 「(I Cried At) Laura's Wedding」 「You Better Stop」                                   | Jamie 1265     | -              | -              |
| 1963 | 「Everybody Loves Somebody」 「Dedicate The Blues To Me」                              | Jamie 1260     | 68 -           | -              |
| 1964 | 「Money」 「Jealous Love」                                                             | Jamie 1269     | -              | -              |
| 1964 | 「Oh! Baby (We Got A Good Thing Goin')」 「Unfair」or「Lonely Heartache」              | Jamie 1277     | 69 -           | 19 -           |
| 1964 | 「Let Her Knock Herself Out」 「Don't Spread It Around」                               | Jamie 1286     | - 93           | - 35           |
| 1965 | 「It's Better To Have It」 「People Gonna Talk」                                       | Jamie 1292     | 95 -           | 26 -           |
| 1965 | 「(Don't Pretend) Just Lay It On The Line」 「Careless Hands」 ※リー・メイとの共作名義 | Jamie 1295     | -              | -              |
| 1965 | 「I've Taken All I'm Gonna Take」 「Keep On Pushing Your Luck」                        | Jamie 1297     | -              | -              |
| 1965 | 「You Can't Buy My Love」 「That's What A Friend Will Do」                             | Jamie 1301     | -              | -              |
| 1965 | 「You're Gonna Be Sorry」 「All I Need Is Your Love」                                  | Jamie 1304     | -              | -              |
| 1966 | 「I'm A Good Woman」 「Running Back」                                                  | Tribe 8316     | 129 -          | -              |
| 1966 | 「You Left The Water Running」 「Until I'm Free」                                      | Tribe 8319     | 110 -          | 42 -           |
| 1967 | 「New Kind Of Love」 「I Don't Want A Playboy」                                        | Tribe 8324     | -              | -              |
| 1967 | 「Watch The One That Brings You Bad News」 「Club A Go-Go」                            | Tribe 8322     | -              | -              |
| 1967 | 「This Is The Thanks I Get」 「Ring Telephone Ring」                                   | Atlantic 2450  | -              | -              |
| 1968 | 「You're Losing Me」 「Why Can't You Love Me」                                         | Atlantic 2513  | 65 -           | 39 -           |
| 1968 | 「You're Gonna See A Lot More」 「Love Ain't Never Hurt Nobody」                       | Atlantic 2553  | -              | -              |
| 1968 | 「He Ain't Gonna Do Right」 「People Like Me」                                         | Atlantic 2585  | -              | -              |
| 1971 | 「(Until Then) I'll Suffer」 「Take Your Love And Run」                                | Atlantic 2812  | -              | -              |
| 1971 | 「I'm A One Man Woman」 「Nice And Easy」                                              | Atlantic 2853  | -              | -              |
| 1972 | 「You Better Quit」 「(Daddy Hot Stuff) You're Too Hot To Hold」                       | Atlantic 2880  | -              | -              |
| 1973 | 「You Make Me So Hot」 「It Ain't Good To Be Too Good」                                | Atlantic 2931  | -              | -              |
| 1974 | 「Sugar Coated Love」 「Nice And Easy」                                                | Copyright 2319 | -              | -              |
| 1975 | 「Give Him His Freedom」 「Take Your Time」                                            | Starflite 1001 | -              | -              |
| 1976 | 「(Until Then) I'll Suffer」 「Take Your Love And Run」                                | Jetstream 804  | -              | -              |
| 1976 | 「Nice And Easy」 「You Better Quit It」                                               | Jetstream 811  | -              | -              |
| 1976 | 「Takin' His Love Away」 「How You Think I Can Live Without Love」                     | Jetstream 828  | -              | -              |
| 1976 | 「Disco Music」 「Movin' On A Groove」                                                 | Jetstream 829  | -              | -              |
| 1979 | 「Mellow Feeling (Part 1)」 「Mellow Feeling (Part 2)」                                | Love 111       | -              | -              |
| 1983 | 「I'm Still The Same」 「I'm Still The Same (instrumental)」※By Rockstarr              | Jamstone 104   | -              | -              |
| 1988 | 「Trying To Love Two」 「Sugar Coated Love」                                           | Ichiban 88-142 | -              | -              |